# شدة مستغانمية
الشدة المستغانمية، المعروفة أيضًا بـ"التڨريفة"، هي لباس تقليدي جزائري أصله من مدينة مستغانم الشمال الغربي للجزائر، ويُرتدى بشكل أساسي خلال مناسبات الزفاف. يرتبط هذا الزي بطقوس حفل الحناء الذي يسبق الزفاف، حيث يُعتبر عنصرًا رئيسيًا في إبراز الهوية الثقافية المحلية للعروس.

### وصف
تتكون الشدة المستغانمية من 12 قطعة أساسية، تختلف في الوظيفة والتصميم، وتعكس دقة الصناعة التقليدية. تُصنع معظم قطعها من أقمشة مثل المخمل أو الحرير، وتُطرز بخيوط معدنية ذهبية أو فضية تضفي عليها طابعًا زخرفيًا مميزًا. اما التقريفة فهي عصابة رأس تشكل جزءًا من زي العروس في مستغانم. على الرغم من الشبه بينها وبين الشدة التلمسانية، إلا أن التقريفة المستغانمية تتميز بتصميمها وتفاصيلها. تتكون مجوهرات التقريفة من شاشية مزينة بعملات "السلطاني" الذهبية، العثمانية بالإضافة إلى عناصر أخرى مثل "الجبين"، و"خيط الروح"، و"الرعاشات"، و"الزير الذهبي".
- اللباس الداخلي: طبقة أولى تُرتدى تحت القطع العلوية، تُصنع من قماش ناعم ومريح لضمان سهولة الحركة.
- القفطان أو الرداء العلوي: قطعة مفتوحة يتم ارتداؤها فوق اللباس الداخلي. غالبًا ما تكون مُطرزة بالفتلة الذهبية أو الفضية
- بلوزة المنسوج: تُرتدى مع القفطان، وتُصنع عادةً من قماش مزين بنقوش دقيقة تُضفي طابعًا تقليديًا مميزًا.
- الأكسسوارات المرافقة: تشمل حُليًّا تقليدية مثل العقود والأساور المصنوعة من الذهب أو الفضة. في الشدة المستغانمية الأصلية، لا يُستخدم "الجوهر" أو "العقيق"، لكن بعض الأسر تضيفهما حسب التفضيلات.

#### تفاصيل تزيين الرأس (التڨريفة)
تتم عملية شد رأس العروس بعناية باستخدام عدة طبقات من الزينة:
- العصابة: تُستخدم لتثبيت الرأس تمهيدًا لوضع الأجزاء الأخرى.
- شاشية السلطاني: قبعة حمراء تُزين باللويز (عملات ذهبية)، هي غطاء رأس مزين بالعملات الذهبية، وتعد جزءًا أساسيًا من التقريفة المستغانمية. تصنع الشاشية من مادة "الخينشة" وفق مقاسات دقيقة، وتزين بعملات "السلطاني". كانت هذه الشاشية جزءًا من الزي في الأعراس والمناسبات، بينما ارتدت النساء الكبيرات شاشية بسيطة خالية من الزخارف في الأيام العادية.
- الجبين الذهبي والزرارف: تُوضع هذه الزخارف الأمامية لتزيين مقدمة رأس العروس.
- خيط الروح: يُضاف على الجبين، وهو خيط ذهبي يُبرز مظهر التزيين.

#### المجوهرات الإضافية
يُضاف إلى الزي مجموعة من الحلي التقليدية التي تتضمن:
- الزاوش: قطعة ذهبية تُشبه طائر العصفور تُوضع في أعلى التزيين.
- الرعاعش: الرعاشات، أو "الرعاعش" باللهجة المحلية، زخارف ذهبية على شكل ورود تُضاف لإكمال التزيين، تضيف لمسات من الزخرفة على زي العروس. تأتي في أشكال متنوعة، مثل "رعاشات الوردة"، و"الشوكة"، و"الطير المحجر"، و"القرناعة"، و"الزرير المذهب"، الباي، السلطاني .
- النواشة والورود: على الأذن اليمنى تُثبت وردتان، إحداهما حمراء والأخرى ذهبية، أما الأذن اليسرى فتُزين بالنواشة.
- اللويز: عملات ذهبية تُزين القفطان.
- الخمسية وكرافاش بولحية: قطع ذهبية تُرتدى كجزء من الزينة.
- المذيبح: سلسلة من العقيق توضع حول عنق العروس، لكن الشدة المستغانمية الأصلية غالبًا ما تكون خالية من العقيق أو الجوهر.

#### الغطاء النهائي
بعد الانتهاء من تزيين الرأس، تُغطى الخيوط المشدودة بقطعة قماش تقليدية:
- محرمة لفتون: قماش مزخرف بنهايات مزينة بالأهداب.
- المنديل: يُمكن أن يُضاف "العبروق التلمساني" كإكسسوار إضافي يعكس التأثيرات الثقافية من مناطق جزائرية أخرى.

### عادات مرافقة للباس المستغانمي
- يوم الترويح: يوم الحمام المخصص للعروس، حيث ترتدي "الجبادولي" المستغانمي مع التقريفة. يتم الاحتفاء بالعروس في جلسة تضم النساء المقربات، وتُقدم فيها الحلويات والمشروبات. في الماضي، كانت هذه الجلسة تمتد على مدار ثلاثة أسابيع.
- يوم الحناء :يُرتدى هذا الزي خلال حفل الحناء الذي يُقام للعروس، ويتميز بتصميم خاص يناسب هذه المناسبة، حيث يعكس الطابع التقليدي للحفل ويبرز التفاصيل الثقافية المرتبطة بمدينة مستغانم. تُرتب قطع الزي وتُنسق بعناية لإبراز جماله وثراءه الثقافي. تتكون الشدة المستغانمية الخاصة بيوم الحناء من بلوزة منسوجة مع قفطان عادة ما يُخيط بخيط الفتلة. يتم إضافة بعض الحلي الذهبية مثل اللويز، الخامسة، وكرافاش بولحية، كما يُضاف أحيانًا جوهر على صدر العروس أو مذيبح على رقبتها، وهي عبارة عن سلسلة من العقيق. ومع ذلك، فإن الشدة المستغانمية الأصلية لا تحتوي على الجوهر أو العقيق. وفي بعض الحالات، يُستخدم هذا الزي مع بلوزة منسوجة فقط. بالنسبة لتقريفة الرأس، يتم شد رأس العروس بالعصابة تمهيدًا لوضع الشاشية المعروفة بشاشية السلطاني، وهي قبعة حمراء مرصعة باللويز، تختلف عن الشاشية المستخدمة في الشدة العنابية أو الدلالة. بعد تثبيت الشاشية، يُضاف الجبين الذهبي والزرافات، بالإضافة إلى خيط الروح على جبين العروس. أما أعلى التقريفة، فيتم تزيينه بالمجوهرات الذهبية مثل "الزاوش"، وهي قطعة ذهبية تشبه العصفور، بالإضافة إلى الرعاشات التي تتكون من ورود ذهبية. تُزين أذن العروس اليمنى بوردة حمراء وذهبية، بينما تزين الأذن اليسرى بالنواشة. وبعد الانتهاء من تقريفة الرأس، يتم تغطية جميع الخيوط المشدودة بمحرمة لفتون أو منديل، وهو قطعة قماش منسوجة تنتهي بأهداب، وفي بعض الحالات، يُضاف أيضًا العبروق التلمساني.
- المحطر والمحيطر: هو تجمع النساء في ساحة المنزل أبن يبرزنا ألبستهن و يتصدرن بها .
  - المحطر: يوم الجمعة، حيث تظهر العروس مرتدية "الشدة الفرطاسي" مع لباس بسيط مثل القويط أو القندورة القسنطينية. يعتبر المحطر مناسبة لتقديم العروس في أجواء عائلية.
  - المحيطر: يوم السبت، ويخصص لمن لم يتمكن من حضور المحطر. تظهر العروس بزي جديد، مثل القويط الزلماطي أو بلوزة الحرار، مع استعراض كامل لمجموعة أزيائها.

#### القرافة: فن تزيين العروس
تعتبر القرافة من العناصر المرتبطة باللباس المستغانمي، وهي المرأة المسؤولة عن تزيين العروس وإعداد الشدة، مرفقة بذلك بعض الأهازيج.

### الأهمية الثقافية
ترتبط الشدة المستغانمية بالهوية الثقافية لمنطقة مستغانم، وتُعتبر رمزًا لتراثها المحلي. يُعد تصميمها وحِرفيتها انعكاسًا للحياة الاجتماعية في المدينة، ويُظهر مهارة الحرفيين المحليين الذين يصنعون هذه الأزياء. يحتفظ الكثيرون بارتداء هذا الزي كجزء من التقاليد العائلية، في حين يسعى البعض إلى تطوير تصميماته مع الحفاظ على عناصره الأصلية.
بهذا، تبقى الشدة المستغانمية واحدة من المظاهر التقليدية التي تحمل في طياتها جوانب تاريخية واجتماعية وثقافية.

## وصلات خارجية
- روبورتاج حول الشدة المستغانمية بين البارح و اليوم (إذاعة مستغانم - الجزائرية)